# Тактичні (тактико-спеціальні, тактико-стройові) заняття
Тактичні (тактико-спеціальні, тактико-стройові) заняття - один з основних видів навчальних занять у вищих навчальних закладах  або у вищих військових навчальних закладах, що здійснюють військову підготовку громадян та є формою тактичної підготовки курсантів (студентів).

## Мета
Метою тактичних (тактико-спеціальних, тактико-стройових) занять є відпрацювання практичних питань організації бою (бойових дій), управління підрозділами в бою та їх всебічного забезпечення.

## Основний метод навчання
Основним методом навчання є вправа (тренування) у виконанні прийомів та способів дій, навчально-бойових нормативів.
Підготовка тактичного (тактико-спеціального, тактико-стройового) заняття включає: 
- визначення вихідних даних,
- розроблення плану проведення заняття,
- підготовку місця (району) проведення заняття та матеріально-технічного забезпечення,
- підготовку керівника заняття,
- контроль за ходом підготовки,
- підготовку тих, хто навчається.[2]

## Обсяг  навчального навантаження на проведення навчань
Обсяг  навчального навантаження на проведення тактичних(тактико-спеціальних) навчань (занять), командно-штабних навчань,воєнних (воєнно-спеціальних) ігор розраховується з норм часу - одна година на групу за одну академічну годину відповідно до навчальних планів і програм за тематикою: 
- рота (батарея) - 2 викладачам;
- батальйон (дивізіон, ескадрилья) - 3 викладачам;
- полк - 4 викладачам;
- бригада - 5 викладачам;
- тактична група (ескадра) - 6 викладачам;
- оперативне командування (корпус) - 8 викладачам;
- застосування видів Збройних Сил України - 10 викладачам,
- застосування Збройних Сил України (воєнно-історичні ігри) - 12 викладачам.[3]